# Exaeretiformis unicolor
Exaeretiformis unicolor là một loài bọ cánh cứng trong họ Cerambycidae.